# Campionat d'Europa de trial 1973
La temporada de 1973 del Campionat d'Europa de trial fou la 6a edició d'aquest campionat, organitzat per la FIM. El calendari oficial constava de 10 proves puntuables, celebrades entre el 17 de febrer i el 30 de setembre.
Martin Lampkin (Bultaco) va guanyar el campionat per davant de Mick Andrews, qui havia canviat a Yamaha, després d'anys d'èxits amb OSSA, en haver rebut una important oferta econòmica de la marca japonesa. Passats uns inicis de temporada decebedors, Andrews aconseguí que el prototipus que desenvolupava esdevingués competitiu i finalment assolí el subcampionat per darrere de Lampkin  després d'obtenir dues victòries i dos segons llocs. Martin Lampkin, que obtingué cinc victòries i tres podis més aquell any, fou poc després, el 1975, el primer Campió del món de trial de la història.
Pel que fa als catalans, aquell any Ignasi Bultó tornà a quedar tercer al  Trial de Sant Llorenç per segon any consecutiu.

## Novetats
Els britànics Jack Galloway i Richard Sunter van fer debutar al campionat el nou prototip de trial de Kawasaki de 450 cc, un model que havia estat desenvolupat al Japó a finals de 1972 per Don Smith. El prototip va anar evolucionant durant uns anys fins que, el 1976, Kawasaki es va desentendre del trial en no trobar-lo rendible i va descartar el projecte. Aquell primer any en actiu de la Kawasaki al campionat, Galloway hi va acabar tretzè i Sunter, vint-i-dosè.

## Sistema de puntuació
Barem de puntuació de 1969 a 1983:
| Posició | 1  | 2  | 3  | 4 | 5 | 6 | 7 | 8 | 9 | 10 |
| Punts   | 15 | 12 | 10 | 8 | 6 | 5 | 4 | 3 | 2 | 1  |

Es comptabilitzen la meitat més un dels resultats obtinguts durant la temporada.

## Calendari
| Ronda | Data           | Prova     | Lloc          | Guanyador        |
| ----- | -------------- | --------- | ------------- | ---------------- |
| 1     | 17 de febrer   | Irlanda   | Newtownards   | Martin Lampkin   |
| 2     | 25 de febrer   | Bèlgica   | Solwaster     | Malcolm Rathmell |
| 3     | 4 de març      | Espanya   | Matadepera    | Martin Lampkin   |
| 4     | 1 d'abril      | França    | Montbéliard   | Mick Andrews     |
| 5     | 19 de maig     | Polònia   | Szczyrk       | Martin Lampkin   |
| 6     | 3 de juny      | Itàlia    | Monte Avaro   | Mick Andrews     |
| 7     | 19 d'agost     | Finlàndia | Solvalla      | Malcolm Rathmell |
| 8     | 26 d'agost     | Suècia    | Karlskoga     | Martin Lampkin   |
| 9     | 23 de setembre | Suïssa    | Oberiberg     | Benny Sellman    |
| 10    | 30 de setembre | Alemanya  | Kiefersfelden | Martin Lampkin   |

Notes
1. ↑  Prop de Bèrgam, Llombardia
2. ↑  A Nuuksio, Espoo
3. ↑  A Baviera

## Classificació final
| Posició | Pilot            | Motocicleta | Punts    |
| ------- | ---------------- | ----------- | -------- |
| 1       | Martin Lampkin   | Bultaco     | 87 (118) |
| 2       | Mick Andrews     | Yamaha      | 70 (81)  |
| 3       | Malcolm Rathmell | Bultaco     | 58 (64)  |
| 4       | Rob Edwards      | Montesa     | 56 (61)  |
| 5       | Benny Sellman    | Montesa     | 55 (68)  |
| 6       | Rob Shepherd     | Montesa     | 39       |
| 7       | Yrjö Vesterinen  | Bultaco     | 39       |
| 8       | Thore Evertsson  | OSSA        | 33       |
| 9       | Charles Coutard  | Bultaco     | 27       |
| 10      | Gordon Farley    | Montesa     | 26       |
|         |                  |             |          |
| 15      | Ignasi Bultó     | Bultaco     | 10       |
| 16      | Quico Payà       | OSSA        | 4        |